# Taveta (Stadt)
Taveta ist eine Stadt im Bezirk Taveta im Taita-Taveta County in Kenia. Die Stadt hat eine Einwohnerzahl von 11.500 (Volkszählung 1999).

## Geographie
Die Stadt Taveta liegt am Fuß des Kilimandscharo auf einer etwa 25 mal 15 km großen Einbuchtung Kenias in Richtung Tansania, die im Norden durch den Chala-See und im Süden durch den Jipe-See begrenzt wird. Die Luftlinie zwischen Berlin und Taveta beträgt 6587 km.

## Geschichte
Taveta gehörte erst zu Deutsch-Ostafrika. Es wurde nach 1890 den Briten zugesprochen und wurde somit Teil Britisch-Ostafrikas.
1914 war Taveta "ein aus wenigen kleinen Häusern bestehender Ort", der aber als einzige Stelle auf britischer Seite der Grenze bis zur Uganda-Bahn über eine Wasserstelle, die vom Kilimandscharo gespeist wurde, verfügte. Der Ort diente als Grenzübergangsstelle zwischen dem britischen und dem deutschen Ostafrika.
Zu Beginn des Ersten Weltkrieges wurde Taveta am 15. August 1914 von deutschen Truppen von Deutsch-Ostafrika aus nach einem leichten Gefecht besetzt. Es wurde stark befestigt und bekam eine Telefonverbindung zum deutschen militärischen Hauptquartier in Moschi.

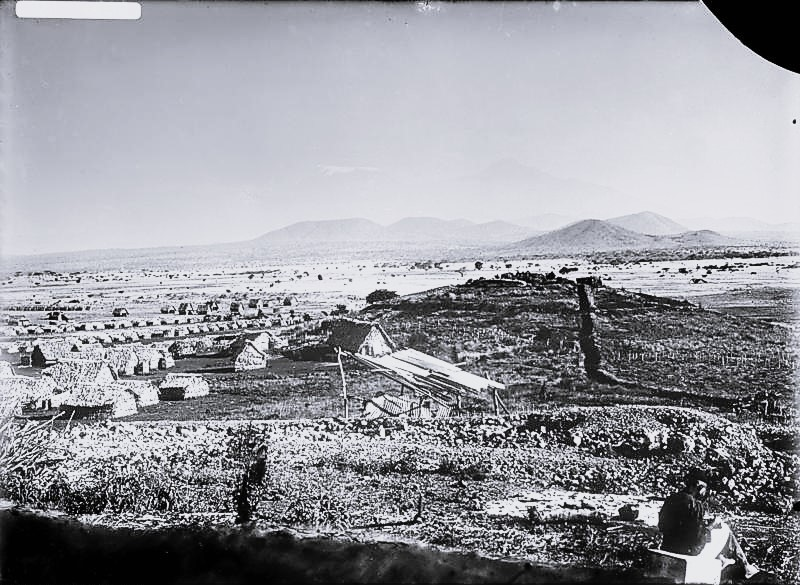
Taveta während des Ersten Weltkriegs

Für die Wasserversorgung der Truppen in Taveta wurden von einem Wünschelrutengänger, dem Leutnant Bernhard Graf Matuschka, bei Taveta Brunnen erschlossen. Taveta wurde Ausgangspunkt für Patrouillenunternehmungen und für weitere deutsche vorgeschobene Stützpunkte in Britisch-Ostafrika. Hauptziel der deutschen Unternehmungen von Taveta und den vorgeschobenen Stützpunkten aus war die ständige Störung der britischen Uganda-Bahn durch Gleis- und Zugsprengungen. Gegen Ende 1915 mussten die von Taveta aus versorgten Stützpunkte in Britisch-Ostafrika wegen der Wasserarmut in der Steppe und den dadurch auch verursachten Schwierigkeiten beim Verpflegungsnachschub bis auf die zwölf Kilometer östlich von Taveta gelegenen Oldoroboberge zurückgenommen werden. Am 12. Februar 1916 kam es zum Gefecht am Oldorobo. Anfang März 1916 wurde Taveta vor den in starker Überzahl anrückenden britischen Truppen geräumt.

## Wirtschaft und Verkehr
Taveta ist ein Ort des Handels zwischen Kenia und Tansania mit einem zweimal pro Woche stattfindenden Outdoor-Markt, der besonders groß für eine Stadt dieser Ausmaße ist. Dies wird durch die Anbindung der Grenzstadt an die Verbindungslinie der Uganda-Bahn Moshi–Voi unterstützt.
Taveta wächst schnell. Der Distrikt hat eine Einwohnerwachstumsrate von 1,7 %.